# Aliabad-e Damaq
'Alīābād-e Damaq o 'Alīābād (farsi علي اباددمق) è una città dello shahrestān di Malayer, circoscrizione di Javakar, nella provincia di Hamadan. Aveva, nel 2006, una popolazione di 6.673 abitanti.